# Letton, Norfolk
Letton var en civil parish fram till 1935 när den uppgick i civil parish Cranworth, i grevskapet Norfolk i England. Civil parish var belägen 6 km från Dereham och hade 83 invånare år 1931. Byn nämndes i Domedagsboken (Domesday Book) år 1086, och kallades då Letetuna/Let(t)una.